# Departamento de Bakel
Bakel es uno de los 45 departamentos de Senegal. Forma parte de la región de Tambacounda. Su capital es Bakel. Fue creado por decreto del 21 de febrero de 2002; entonces su territorio poseía una población de 192 522 personas.

## Distritos
- Distrito de Bélé
- Distrito de Kéniaba
- Distrito de Moudéry